# Téléphone
Téléphone byla francouzská rocková hudební skupina, kterou v roce 1976 založili Jean-Louis Aubert (zpěv, kytara), Louis Bertignac (kytara), Corine Marienneau (baskytara) a Richard Kolinka (bicí). Své první album nazvané Téléphone skupina vydala v roce 1977. Následovala alba Crache Ton Venin (1979), Au Cœur De La Nuit (1980), Dure Limite (1982) a Un autre monde (1984). První, druhé a třetí album produkoval Martin Rushent a čtvrté Bob Ezrin. Skupina se rozpadla v roce 1986.